# Fairfax (Kalifornia)
Fairfax – miasto w Stanach Zjednoczonych, w stanie Kalifornia, w hrabstwie Marin. Według spisu ludności z roku 2010, w Fairfax mieszka 7441 mieszkańców.